# قلعه شیخ حیدر
قلعه شیخ حیدر مربوط به سدهٔ ۶ تا ۸ ه.ق است و در شهرستان شاهین دژ، بخش مرکزی، دهستان هولاسو، روستای منبر واقع شده و این اثر در تاریخ ۷ اسفند ۱۳۸۵ با شمارهٔ ثبت ۱۷۶۶۴ به‌عنوان یکی از آثار ملی ایران به ثبت رسیده است.